# Isabella di Morra
Isabella di Morra, ook bekend als Isabella Morra (Favale, ca. 1520 – aldaar, 1545 of 1546) was een Italiaanse dichteres. Er zijn slechts dertien gedichten van haar overgeleverd. Morra leefde samen met haar tirannieke broers in afzondering in het familiekasteel, ver weg van literaire kringen. Haar korte leven, dat werd gekenmerkt door isolement en treurigheid, eindigde toen zij door haar eigen broers werd vermoord, omdat zij meenden dat hun zus een geheime relatie was aangegaan met baron Diego Sandoval de Castro. Ook hij werd door de broers vermoord. Hoewel Morra tijdens haar leven onbekend was, kreeg ze lang na haar dood toch een zekere roem, dankzij het onderzoek van Benedetto Croce. Haar tragische levensverhaal en haar poëzie kregen meer aandacht. Daardoor wordt zij nu zelfs beschouwd als een van de oorspronkelijkste dichters van de Italiaanse poëzie uit de 16e eeuw en geldt zij als een voorloper van de poëzie uit de Romantiek. Er zijn geen historische documenten bekend betreffende haar leven, behalve de familiegeschiedenis Familiae nobilissimae de Morra historia (1629) van Marcantonio, een zoon van haar jongste broer Camillo. Zij is begraven in de San Fabianokerk te Valsinni, die zich bevindt aan de voet van het kasteel.

## Biografie

### Jeugd
Isabella di Morra werd geboren in Favale (het huidige Valsinni in Zuid-Italië) als dochter van Giovanni Michele di Morra, baron van Favale, en Luisa Brancaccio, een telg uit een aristocratische familie uit Napels. De andere gezinsleden waren haar broers Marcantonio, Scipione, Decio, Cesare, Fabio, Camillo en haar zus Porzia. Haar precieze geboortejaar is onbekend. Meestal wordt uitgegaan van het onderzoek van Benedetto Croce, die uitgaat van 1520. Andere wetenschappers, zoals Giovanni Caserta, plaatsen haar geboortejaar iets eerder, rond 1516. Samen met haar broer Scipione, die of iets ouder, of haar tweelingbroer was, kreeg Isabella onderwijs van haar vader, een ontwikkeld man met liefde voor literatuur. Hij bracht zijn liefde voor poëzie op haar over.
In de oorlog tussen Frankrijk en Spanje om het bezit van het koninkrijk Napels stond Giovanni di Morra aan de kant van de Fransen. Na de nederlaag van Frans I van Frankrijk tegen Karel V van Habsburg was hij gedwongen om in 1528 te vluchten naar Rome en vandaar naar Parijs. Zijn zoon Scipione ging met hem mee naar Rome, maar bleef daar vanwege zijn studie. De Franse ambassadeur bij de Heilige Stoel kreeg bewondering voor Scipione en nam hem later mee naar Parijs, waar hij met zijn vader werd verenigd. Het leen Favale, dat al vanaf de Normandische tijd in het bezit was van de familie Morra, was enkele jaren lang onteigend door de koning van Spanje. Morra kon vergeving krijgen voor zijn misdaad door een hoge boete te betalen, maar hij bleef in Frankrijk en diende daar in het Franse leger. Ook mengde hij zich in het culturele leven van Parijs. Na verschillende onderhandelingen kreeg de familie Morra haar bezit weer terug. Het werd overgedragen aan Morra’s oudste zoon, Marcantonio.
Morra’s vrouw bleef met de andere kinderen achter in Favale (de jongste zoon, Camillo, werd geboren kort na het vertrek van de vader). Isabella kreeg een andere leraar, die haar les gaf in Petrarca en de Latijnse schrijvers. De verhouding met haar jongere broers Decio, Fabio en Cesare was erg moeizaam en verslechterde steeds meer. Haar broers, die volgens hun neef Marcantonio ‘woest en barbaars’ waren vanwege hun “ruige woonplaats”, sloten haar op in het kasteel van Favale, waar zij een groot deel van haar korte bestaan doorbracht. Daar wijdde Isabella zich aan het schrijven van haar gedichten. Zo vond zij in de poëzie de enige troost die haar eenzaamheid kon verlichten.

### Relatie met Diego Sandoval de Castro

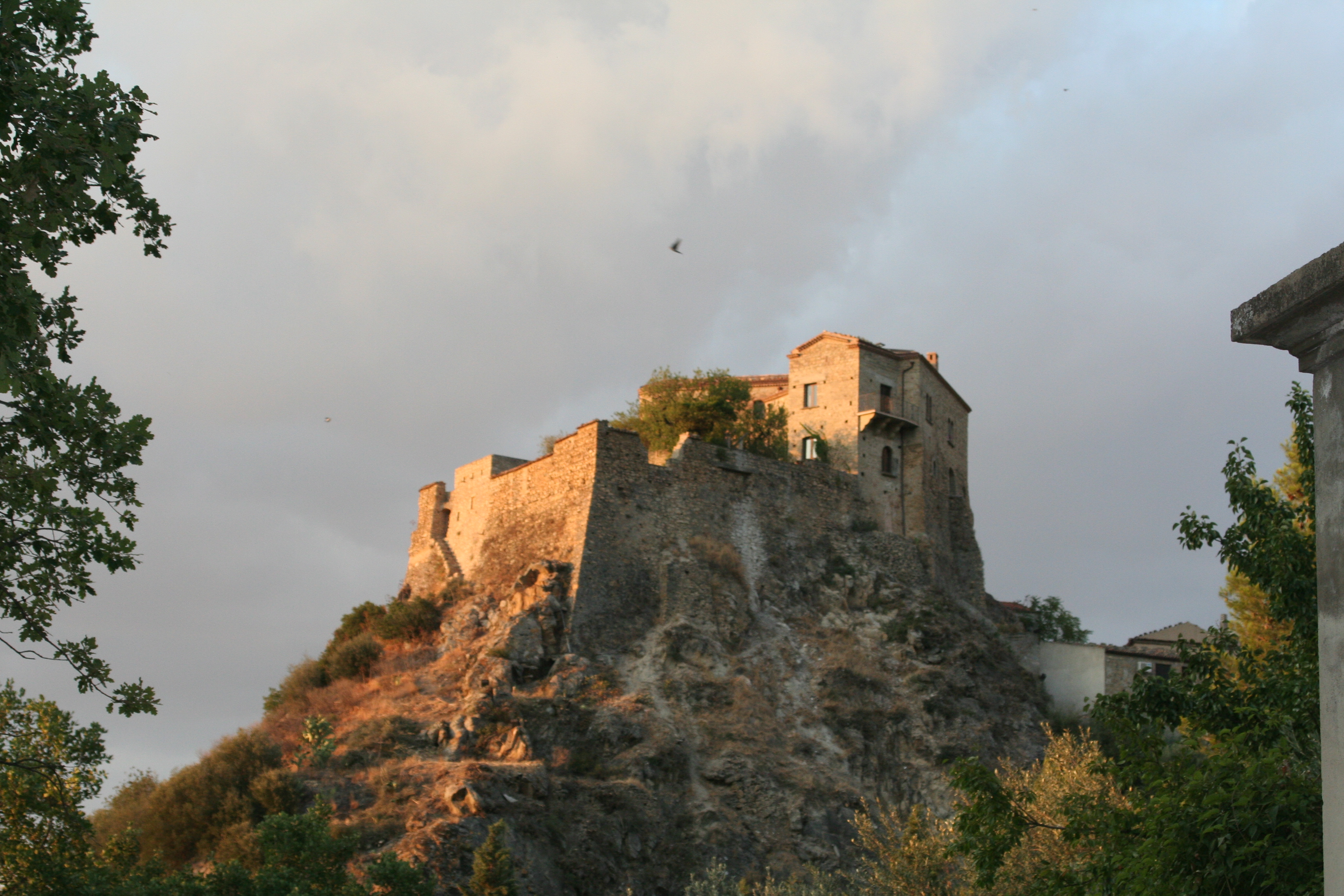
Het Kasteel van Isabella di Morra in Favale (het huidige Valsinni)

Morra vond een manier om een geheime correspondentie te onderhouden met Diego Sandoval de Castro, een dichter van Spaanse afkomst en baron van het naburige dorp Bollita (het huidige Nova Siri) en kastelein van Cosenza. Omdat hij enige beroemdheid had, was hij lid van de literaire Accademia fiorentina in Florence. In 1542 had hij in Rome een bundel gepubliceerd met gedichten in de stijl van Petrarca. De twee begonnen een geheime briefwisseling, waarbij Isabella’s privéleraar als tussenpersoon fungeerde. Waarschijnlijk hadden zij ook enkele keren de gelegenheid om elkaar te ontmoeten in een huis van de familie Morra, halfweg tussen Favale en Bollita. Het blijft nog altijd een raadsel wat dit contact tussen Diego Sandoval de Castro en Isabella precies inhield, in het afgelegen Basilicata en ver weg van de grotere culturele stromingen van die tijd.
Het is zeker dat de brieven die don Diego aan Isabella stuurde, waren geschreven in de naam van zijn vrouw Antonia Caracciolo. Historici vermoeden dat Isabella en Antonia elkaar al kenden voor het begin van de briefwisseling. Hoewel er een enkele keer naar het huwelijk wordt verwezen, zijn er in de gedichten van Isabella geen sporen te vinden van liefde voor Sandoval of voor een andere man. In de gedichten van de baron is er wel een ode aan een beminde vrouw, misschien een vrouw in het bijzonder of misschien was het slechts in navolging van een populair thema dat toen in de mode was. Hoe dan ook, in het getuigenis van Antonia na de dood van haar man, dat is overgeleverd door Alonso Basurto, de Spaanse gouverneur van de provincie Basilicata, valt te lezen dat Diego werd gedood omdat hij een zus van de baron van Favale het hof had gemaakt. Het is echter onbekend of de dichteres zijn liefde ook beantwoordde.
Of het nu ging om een emotionele band of om een intellectuele vriendschap, ontstaan vanuit haar eenzaamheid, haar broers kwamen er van op de hoogte. Decio, Cesare en Fabio hadden het vermoeden van een buitenechtelijke relatie en besloten om hier snel een einde te maken. Ze maakten daarom een plan om hun zus en om don Diego te doden. Dit laatste misschien omdat ze bang waren dat hij de provinciegouverneur van Basilicata zou inlichten en dat die Isabella zou bevrijden van de onderdrukking die de broers over haar uitoefenden. Croce is het echter met deze laatste hypothese niet eens.

### Moord
Nadat de broers deze vermeende liefdesrelatie ontdekt hadden, maakten zij van de privéleraar hun eerste slachtoffer. Daarna gingen ze achter hun zus aan. Volgens het verslag van hun neef Marcantonio, overrompelden zij Morra toen ze een nog gesloten brief in haar hand hield. Zij verdedigde zich door te zeggen dat ze gestuurd waren door Antonia Caracciolo, maar hun woede werd daardoor niet minder en Morra werd doodgeslagen. Twee van de broers vluchtten voor korte tijd naar Frankrijk, omdat ze gezocht werden door het Gran Corte della Vicaria, het toenmalige gerechtshof. Daarna kwamen ze weer bij elkaar om het laatste deel van hun wraak te voltrekken. Don Diego was hier al bang voor en had een lijfwacht ingesteld. De drie moordenaars kregen hulp van hun ooms Cornelio en Baldassino, die waarschijnlijk meer gedreven werden door haat jegens de Spanjaarden. Zij legden een hinderlaag en sloegen de baron dood met haakbussen in het bos van Noia (het huidige Noepoli). Ook het sterfjaar van de dichteres blijft een mysterie, hoewel Croce en Caserta het erover eens zijn dat het gebeurd moet zijn ergens rond eind 1545 of begin 1546. Andere bronnen gaan echter uit van 1548.
De moord op Diego Sandoval de Castro riep in die tijd veel heftigere reacties op dan de moord op Isabella. In de erecode van de 16e eeuw was het in feite toegestaan om een de familie aangedane schande met bloed uit te wissen, vooral wanneer een vrouw voor de schande had gezorgd. Wat echter niet toegestaan was, was dat derden betrokken werden bij de oplossing van een geschil. Ook duelleren was niet toegestaan of het door verraad doden van een hogere in rang. Sommigen stellen dat de moord op de baron slechts het voorwendsel was voor politieke belangen, omdat de Morra’s verbonden waren aan de Fransen, terwijl De Castro had gediend in het Spaanse leger van Karel V, voordat hij werd beloond met de titel van baron van Bollita en met het ambt van kastelein van Cosenza.

### Gevolgen
Na de moord zagen de broers zich gedwongen om hun toevlucht te zoeken in Frankrijk om zo te kunnen ontsnappen aan de woede van de Spaanse onderkoning Pedro de Toledo. Hij liet de hele provincie uitkammen. De broers werden weer verenigd met Scipione en hun vader, die inmiddels al twintig jaar van huis waren. Marcantonio, de biograaf van de familie, beweerde dat zijn grootvader Giovanni Michele eerder dan Isabella was gestorven, maar Benedetto Croce toonde aan dat hij pas na deze tragedie stierf, omdat hij nog tot ten minste 1549 een pensioen van de koning van Frankrijk bleef ontvangen. Scipione was weliswaar geschokt en vol weerzin over de moorden, maar hij besloot toch zijn broers te helpen om een nieuw leven op te bouwen in Frankrijk.
Van Fabio valt niets meer met zekerheid te zeggen, Decio werd priester en Cesare trouwde met een adellijke vrouw. Scipione werd een invloedrijk persoon vanwege zijn positie als secretaris van Catharina de' Medici. Hij werd later vergiftigd door andere hovelingen, omdat die afgunstig waren op zijn bevoorrechte positie. De koningin was zeer verontwaardigd over deze gebeurtenis en liet de schuldigen straffen. Ondertussen werden de broers die in Favale waren gebleven aangeklaagd. Marcantonio bleek niet bij het bedenken van het plan betrokken te zijn geweest, maar desondanks ging hij toch voor enkele maanden de gevangenis in. Camillo, de jongste broer, werd volledig vrijgesproken van de beschuldiging van medeplichtigheid, omdat bleek dat hij niets met de gebeurtenissen te maken had.

## Werken
De geschriften van Morra werden ontdekt en vervolgens toegevoegd aan de processtukken door ambtenaren van de onderkoning in Napels, toen zij onderzoek deden naar de moord op Diego Sandoval de Castro en daarbij het kasteel van Valsinni doorzochten. Ondanks het zeer kleine corpus dat is overgeleverd (tien sonnetten en drie andere), wordt de poëzie van Isabella beschouwd als een van de meest intense en ontroerende van de 16e eeuw. Heel vaak wordt haar werk gelezen vanuit een feministisch perspectief (vooral in de Verenigde Staten), gezien het geringe aantal vrouwen dat een rol speelde in de Italiaanse literatuur van die tijd. Daarbij wordt de toenmalige culturele en historische achtergrond niet altijd goed in acht genomen. Omdat Isabella niet zelf een uitgave had verzorgd van haar dichtwerk, weet men niet met zekerheid wat de chronologische volgorde is van de gedichten. Wel wil men haar werk zien als een ‘authentieke autobiografie in verzen’ en zo verdeelt men de gedichten in twee periodes: de eerste periode wordt gekenmerkt door onbehagen en hoop op ontsnapping, terwijl de tweede periode (het laatste sonnet en de drie andere gedichten) vooral berusting en het zoeken van troost bij God laten zien.

### Sonnetten
- I fieri assalti di crudel fortuna (De hevige aanvallen van het wrede Lot)
- Sacra Giunone, se i volgari cuori (Heilige Juno, als gewone harten)
- D'un alto monte onde si scorge il mare (Vanaf een hoge berg waar men de zee ziet)
- Quanto pregiar ti puoi, Siri mio amato (Hoezeer je ook smeekt, mijn geliefde Sinni)
- Non solo il ciel vi fu largo e cortese (Niet alleen de hemel was gul en vriendelijk voor jou)
- Fortuna che sollevi in alto stato (Jij, het Lot, dat zich hoog verheft)
- Ecco ch'una altra volta, o valle inferna (Nog één keer, o helse vallei)
- Torbido Siri, del mio mal superbo (Onstuimige Sinni, trots op mijn ellende)
- Se alla propinqua speme nuovo impaccio (Als er voor de naderende hoop een nieuw obstakel)
- Scrissi con stile amaro, aspro e dolente (Ik schreef in een bittere, felle en treurige stijl)

### Andere gedichten
- Poscia ch'al bel desir troncate hai l'ale (Toen je de vleugels van mijn mooie verlangen knipte)
- Signore, che insino a qui, tua gran mercede (Heer, die tot nu toe uw grote genade)
- Quel che gli giorni a dietro (Wat in vroeger dagen)

## Poëzie

### Stijl
Isabella di Morra wordt ingedeeld bij de stroming van het petrarkisme, waarbij vrouwen – weliswaar alleen vrouwen uit de adel – belangrijker beginnen te worden in de literatuur. Het overheersende thema is de liefde, met alle vreugde en ellende die zij met zich meebrengt, in hommages aan de geliefde en het zoeken naar zo puur mogelijke gevoelens. Isabella had weinig gemeen met de andere dichteressen van haar tijd, omdat zij nooit de gelegenheid heeft gehad om haar gaven te ontplooien. Nooit kon zij beroemdheid en bijval krijgen aan de verschillende adellijke hoven en aan de academies. Bovendien is ook iedere emotie op het gebied van de liefde afwezig in haar werk. Isabella zong niet over de liefde omdat zij waarschijnlijk nooit iemand heeft liefgehad. De enige korte toespeling op de liefde is het huwelijk, maar dat ziet ze slechts als haar enig mogelijke manier om zich te bevrijden en om zo een beter leven te krijgen.
Hoewel zij de structuur volgt van de sonnetten van Petrarca volgens de regels die door Pietro Bembo zijn geformuleerd, verschilt Isabella di Morra toch van haar tijdgenoten en van de petrarcaanse poëzie in het algemeen vanwege de melancholische en zwaarmoedige toon. Dit geeft haar werk een opvallende dramatische lading en originaliteit. Naast invloeden van Petrarca is ook de invloed van Dante Alighieri duidelijk: de wat duistere toon in haar poëzie is terug te voeren op de Hel van de Goddelijke Komedie. Ook is de invloed van Jacopone da Todi te merken, door stijlfiguren en elementen uit de christelijke poëzie. Er is in haar werk geen sprake van bombastisch of schools taalgebruik, maar het is juist een authentieke uiting van het menselijk bestaan.
Zelf typeerde zij haar stijl als “bitter, scherp en treurig”. Haar woorden “ruw en zwak” en “grove inkt” laten de frustratie doorschemeren van een fijnbesnaarde vrouw die werd beperkt door haar achterlijke omgeving en die verlangde naar erkenning van haar kwaliteiten als vrouw en dichteres en die uitzag naar een verdraagzame wereld zonder geweld.

### Het Lot en de wereld

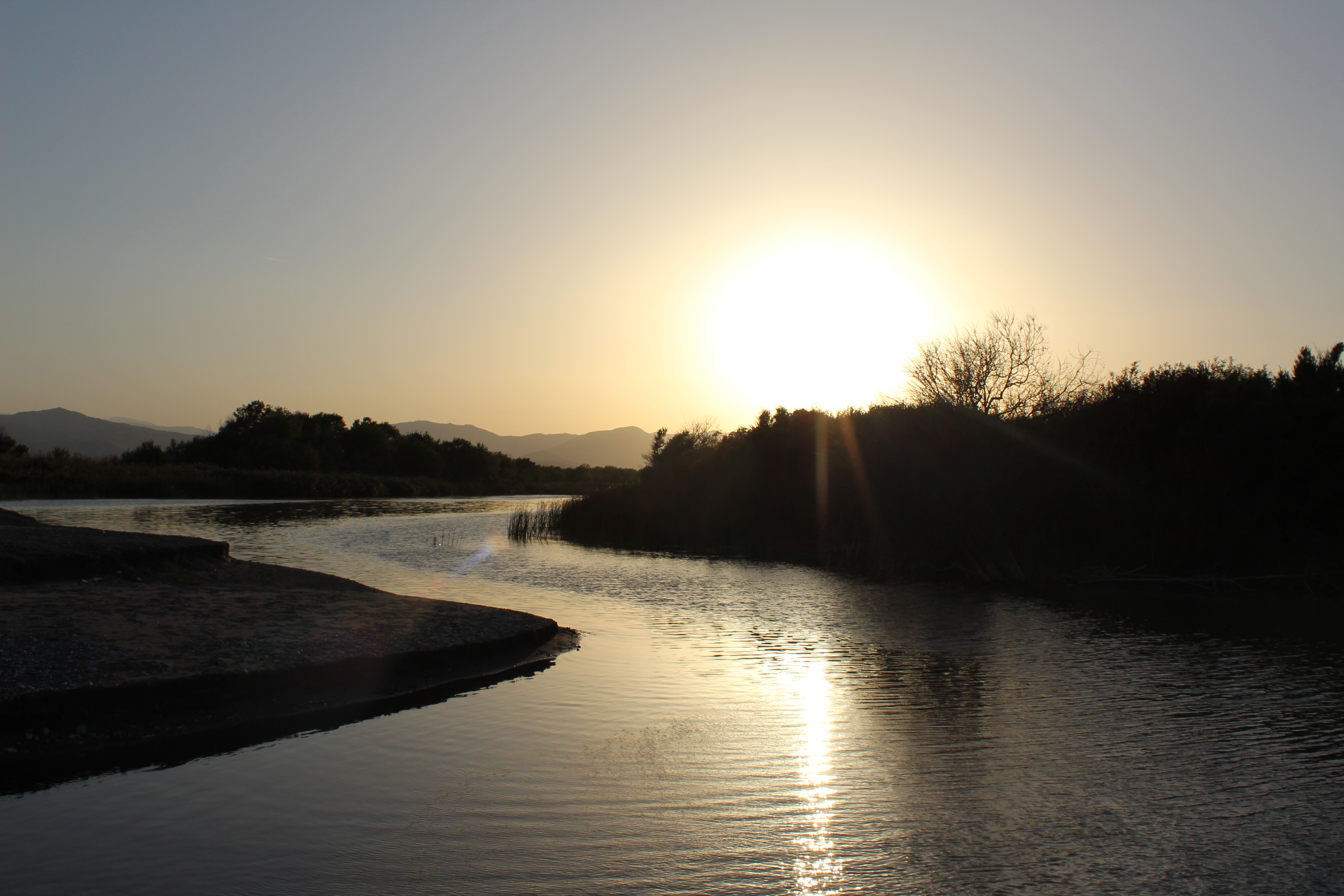
De Sinni tijdens zonsondergang

Het Lot heeft de rol van tegenstander in haar werk. Het is de bron van al haar ellende, die haar al achtervolgde “sinds de moedermelk en de wieg”. De figuur van het Lot werd tijdens de Renaissance juist positief gewaardeerd, maar voor Isabella is het een duistere en oncontroleerbare kracht uit het heidendom of de donkere Middeleeuwen. De “felle en wrede Godin”, die toch een vrouw is net als zijzelf, verraadt het vrouwelijke geslacht doordat zij geen blijk geeft van traditionele vrouwelijke eigenschappen als gevoeligheid en fijnzinnigheid. Haar boosaardigheid is des te meer schokkend omdat ze edele zielen overweldigt en de menselijke geest corrumpeert.
Het omringende landschap tekent zij in donkere en bittere termen: een “helse vallei” bestaand uit “afschrikwekkende ruïnes”, “woeste bossen”, “eenzame grotten”, “smerige en afschuwelijke dorpjes” bewoond door “verwilderde mensen zonder vernuft”. Haar haat jegens dit “achterlijke oord” is duidelijk. Op alle manieren zocht zij naar een ontsnappingsmogelijkheid uit deze wereld die haar verstikte en die niet in staat was haar te begrijpen, een wereld waar zij heel haar “verdroogde en donkere bloeitijd” had doorgebracht, “eenzaam en alleen” “zonder positieve woorden” en zonder waardering te voelen voor haar “schoonheid”.
Morra wendde zich tot de natuur en nodigde de elementen uit om met haar mee te huilen over haar ‘ellendige einde’, wat door sommigen wordt opgevat als een voorspelling van haar eigen dood, maar misschien is het slechts een eenvoudig afwachten van de loop der dingen in haar ongelukkig bestaan. De rivier de Siri (nu bekend als Sinni), die langs haar kasteel stroomt, is in het goede en in het kwade haar vertrouwenspersoon en uitlaatklep. Zij smeekt hem om haar vader bericht te geven van haar lot, wanneer hij ooit terugkomt en zij dan al gestorven is. Zij verklaart dat ze haar eigen “ongelukkige naam” zal wijden aan de golven van de rivier door middel van een “beklagenswaardig en zeldzaam voorbeeld”. Deze uitspraak wordt door sommigen geïnterpreteerd als nadenken over zelfmoord, hoewel dat ook weer onwaarschijnlijk lijkt vanuit haar geweten en haar geloof. Bovendien zou zij wellicht te gevoelig geweest zijn om zoiets te durven doen. Zij smeekt de rivier om al zijn kracht in te zetten voor haar vaders terugkeer nu zijn stroom woester en breder is geworden door al haar tranen: “de stromen van Isabella”.

### Familie en andere mensen
In Isabella’s gedichten worden ook verschillende andere mensen genoemd. Er is een korte beschrijving van haar familie, met een “ongelukkige” moeder en broers die blijk geven van een “extreme en vreselijke lamlendigheid” en die ook de wellevendheid missen die hun voorouders wel hadden. De onbeschaafdheid van haar broers en de onderwerping waartoe ze haar dwingen, wordt ook duidelijk uit haar verzen: “voor wie het vanuit hun onwetendheid niet weten: arme ik, ik word slecht behandeld”. Haar vader is haar het meest dierbaar en komt ook vaak voor in haar kleine oeuvre. Vergeefs wacht ze op zijn terugkeer, die haar zou kunnen helpen om los te komen uit de ellendige situatie waarin zij zich bevindt. Haar vader Giovanni Michele was op zich in staat om terug te keren, maar in de praktijk gaf hij er de voorkeur aan om aan het hof in Frankrijk te blijven wonen en zo betoonde hij zijn desinteresse in zijn eigen gezin. Of Morra dit wist en daardoor teleurgesteld was, of dat ze hier niet van op de hoogte was, is niet bekend.
In de gedichten komt ook een vrouw voor die “scharlaken Rosa” wordt genoemd. Volgens Croce ging het daarbij om Giulia Orsini, prinses van Bisignano en woonachtig in Senise. Ook zij was een trieste en eenzame vrouw nadat haar man Pietrantonio Sanseverino was gaan vechten in de Frans-Spaanse oorlog. Hoewel zij de vrouw was van een Spaansgezinde man, die de strafexpeditie had geleid tegen de anti-Spaanse baronnen van Basilicata en Calabrië, waartoe ook Isabella’s vader behoorde, lijkt het of er tussen de twee vrouwen een vriendschapsband was en dat Isabella hoopte op haar hulp om uit Favale weg te kunnen.
Ook is er sprake van enkele tijdgenoten, zoals de dichter Luigi Alamanni. Zij noemt hem “de roem van onze tijd”. Hij was toen als balling in Frankrijk, omdat hij ter dood veroordeeld was wegens een moordcomplot tegen kardinaal Giulio de’Medici (de latere paus Clemens VII). Waarschijnlijk stond hij in contact met Isabella’s vader. Frans I is de “grote koning” op wie zij ook hoopt om verlossing van haar lot te krijgen. Toen zij echter hoorde van zijn definitieve nederlaag tegen zijn tegenstander Karel V (waarschijnlijk verwees zij naar de Vrede van Crépy in 1544, waarin Frans I afzag van iedere verdere gebiedsuitbreiding in Italië), werd Morra nog verbitterder en bozer. Ze voer heftig uit tegen haar vijand het Lot, omdat haar geliefde koning “overwonnen en neergeworpen” was, en tegen Karel V (door haar Caesar genoemd), omdat die haar van haar vader had gescheiden en al haar hoop op verlossing via Frankrijk de grond in had geboord.

### Troost in God
Beproefd door verdriet en geknakte hoop groeit in Morra het verlangen om haar toevlucht in de godsdienst te zoeken. Zij laat een vorm van inkeer zien, misschien vanwege haar al te heftige woorden jegens het Lot en haar omgeving: ze noemt haar eerdere poëzie een “blinde dwaling” en ze spreekt de lezer aan met het woord “broer”. Sommigen denken daarom dat ze zich wendt tot haar broer Scipione. Haar uitvallen tegen het Lot, haar verlangen naar roem en emancipatie en haar misprijzen jegens haar geboorteplaats beginnen er toe te leiden om afstand te doen van aardse verlangens en om troost in haar godsdienst te zoeken. Ze hoopt “stralend en helder haar rijkdom in God te vinden” en wacht op de “eeuwige schat” waarin “staten en machten geen kwaad meer doen en waar men geen hitte of kou meer voelt”.
Ten slotte zoekt zij troost in Jezus en Maria. Ze lijkt haar ongelukkige lot dan inmiddels geaccepteerd te hebben en haar wrok tegen de wereld gematigd te hebben. Om zich heen ziet ze nu een “gelukkige grot”, “de snel stromende Sinni” en “heldere bronnen en stromen”. Isabella voelt zich “blij en tevreden in dit bos vol schaduw” en hoopt om “bevrijd van aardse donkere wolken” te zijn en om “zonnige en glorierijke grond” te bereiken.

## Receptie

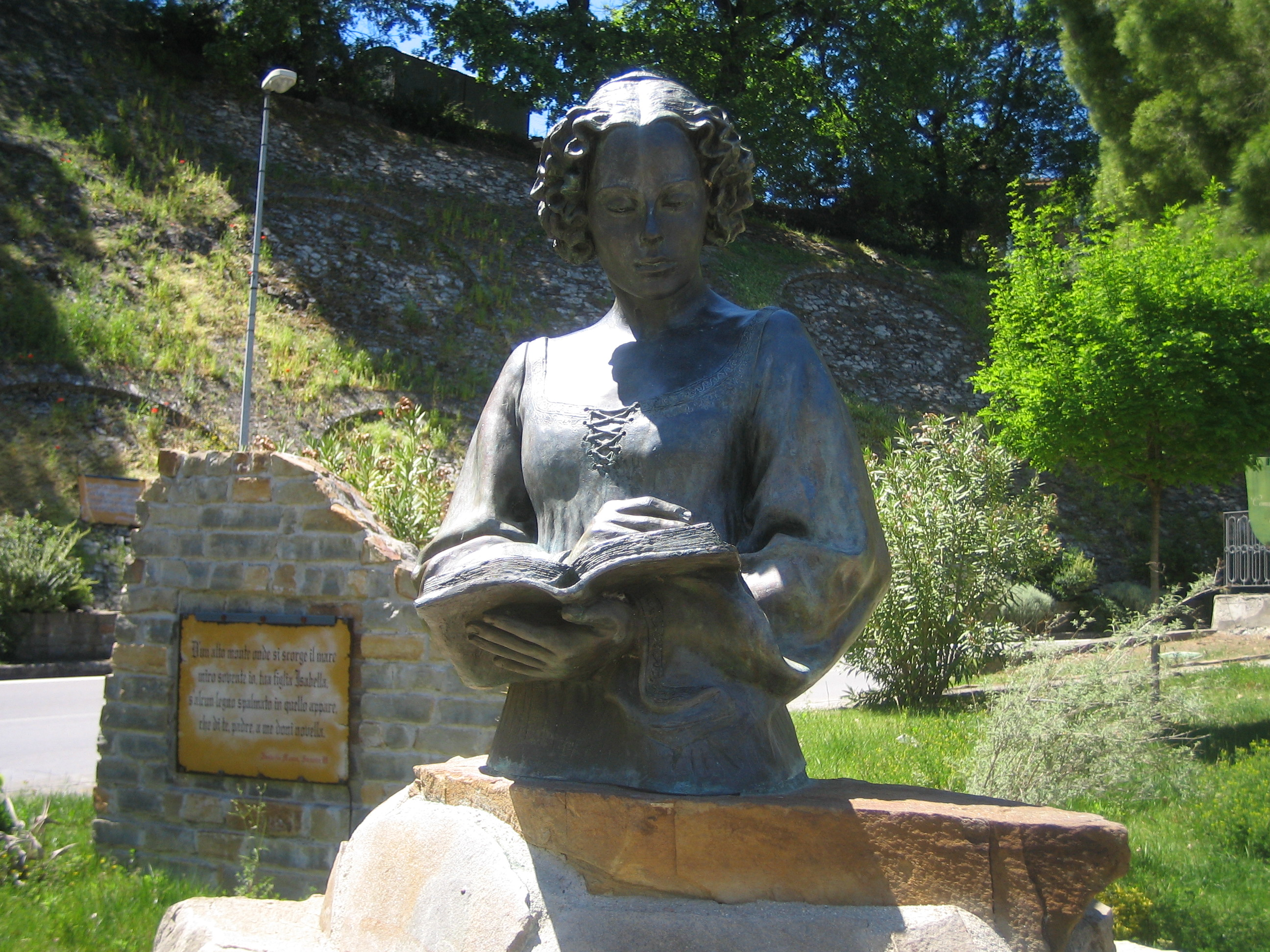
Buste van Isabella di Morra in Valsinni

Enkele jaren na de dood van Morra kwam de Napolitaanse boekhandelaar Marcantonio Passero bij toeval de gedichten van Isabella tegen in zijn uitpuilende boekenverzameling. Hij raakte geïnteresseerd in de dichteres en haar levensloop en vertrouwde de gedichten toe aan de schrijver Ludovico Dolce, die ze invoegde in het derde deel zijn poëzieverzameling Rime di diversi illustri signori napolitani (Venetië, 1552). De gedichten vonden toen veel waardering in de literaire kringen. Enkele jaren later verschenen de gedichten in Rime diverse d’alcune nobilissime, et virtuosissime donne (Lucca, 1559) in een uitgave van Lodovico Domenichi.
Angelo de Gubernatis, die deze uitgave nergens meer kon vinden, vermoedde dat die voor Domenichi diende als onderdeel van een gedichtenverzameling. Antonio Bulifon zou er volgens De Gubernatis gebruik van hebben gemaakt voor het boek Rime delle Signore Lucrezia Marinella, Veronica Gambara ed Isabella Della Morra, di nuovo date in luce da Antonio Bulifon con giunta di quelle finora raccolte della signora Maria Selvaggi Borghini. Het gedicht Quel che gli giorni a dietro kreeg in de uitgave van Bulifon, vanwege de aanwezigheid van enkele boerse en erotische afbeeldingen, enkele aanpassingen die meer pasten bij de heersende idealen van de Contrareformatie, maar die het gedicht in zijn poëtische zeggingskracht wel ingrijpend veranderden.
Hoewel haar naam en haar werk af en toe wel voorkwamen in de literatuur, raakte Morra vrijwel vergeten en genegeerd in de literaire kritiek. Dankzij Angelo de Gubernatis kreeg zij aan het begin van de 20e eeuw weer nieuwe waardering. Hij vergeleek haar met Sappho en uit medeleven met haar tragische levensverhaal maakte hij van haar een model voor alle vrouwen die slachtoffer zijn van huiselijk geweld: “Ze werd behandeld als een ding, opgesloten en getiranniseerd als een slaaf (…) het grote mededogen dat wij voor haar voelen moet zich richten op haar lotgenoten in onze omgeving en moet het begin zijn van een weg van herstel, zodat al die slachtoffers van dwaas geweld, die nu vergeten in hun gevangenschap zitten en inbreuk ondervinden op hun huiselijk leven, bevrijd worden.
In 1901 hield De Gubernatis een lezing bij de Circolo Filologico (Filologische Kring) van Bologna, met als titel “Het verhaal van een dichteres”, dat hij in beknopte vorm publiceerde als voorwoord in het boek Isabella Morra, Le rime ristampate (1907). De Gubernatis stuurde het boek op naar Benedetto Croce om bij hem interesse op te wekken voor de poëzie van Isabella di Morra en om enige genoegdoening te geven voor het feit dat zij al die eeuwen vergeten was geweest. Ten gevolge hiervan verbleef Croce in 1928 enige tijd in Valsinni om zich in Morra te verdiepen. Zo kwam het levensverhaal en het werk van Di Morra en haar vermeende minnaar weer aan het licht.
Tegenwoordig wordt de poëzie van Isabella di Morra, ondanks de sterke invloed van Petrarca, beschouwd als zeer origineel, zeker in vergelijking met het werk van haar tijdgenoten. Zo zijn er elementen te vinden die al barok aandoen, of passen bij de Romantiek. Ze wordt ook een voorloper genoemd van de existentiële thematiek in het werk van Giacomo Leopardi, en wel in die mate dat sommigen denken dat Leopardi haar gedichten niet alleen kende, maar zich er ook door liet inspireren. Als voorbeelden worden vaak de gedichten Le ricordanze, Il passero solitario en L’ultimo canto di Saffo genoemd. Hierin komen thema’s en accenten voor die men kan herleiden naar gedichten van Morra: het leven “in dit boerse dorp, te midden van een dwaas en slecht volk” van Leopardi lijkt een echo van het leven “tussen deze ruwe gewoonten van verwilderde mensen zonder vernuft” van Di Morra.
Sommige critici herkennen de invloed van Di Morra’s stijl ook in delen van het werk van Torquato Tasso, vooral in zijn Canzone al Metauro (1578).

## Receptie in de hedendaagse cultuur

### Theater
- Isabella Morra (1974) met Anny Duperey in de hoofdrol, geschreven door André Pieyre de Mandiargues en geregisseerd door Jean-Louis Barrault
- Storia di Isabella di Morra raccontata da Benedetto Croce (1999), met Emanuela Villagrossi en Angelica Alemanno in de hoofdrol en met Michele Mirabella in de rol van Benedetto Croce, geschreven door Dacia Maraini en geregisseerd door Hervé Ducroux.

### Film
- Sexum superando – Isabella Morra (2005), met Micaela Ramazzotti als Isabella, geregisseerd door Marta Bifano
- Io, Isabella International film week, filmfestival vernoemd naar Isabella di Morra

### Muziek
- Joep Straesser toonzette vier van Isabella’s gedichten voor de bezetting sopraansolo, koor, harp, fluit en trombone en voegde aan de titel "Quattro Canzoni" veelbetekenend toe: "Homage to Isabella". Straesser droeg het stuk op aan het Monteverdi Kamerkoor Utrecht dat zich in de loop der jaren uitgebreid op zijn oeuvre heeft toegelegd. De première van "Quattro Canzoni" (door het Monteverdi Kamerkoor Utrecht) vond plaats op 26 maart 2004 in de Utrechtse Nicolaikerk, in het kader van het 18e SON-festival en ter gelegenheid van de 70ste verjaardag van de componist.[2]
- “Isabella di Morra”, nummer van het album Mala Testa (2013) van de singer-songwriter Alessio Lega

### Evenementen
- Literair park “Isabella Morra”, geopend in 1993 in haar geboorteplaats Valsinni, waar muziek- en theatervoorstellingen georganiseerd worden.
- Internationale literaire prijs Isabella Morra: “Il mio mal superbo”, sinds 2011 jaarlijks uitgereikt te Monza vanuit het Casa della Poesia di Monza in samenwerking met de gemeente Valsinni. De deelnemers presenteren nog onuitgeven Italiaanse poëzie.

### Uitgaven
- (it) Tobia R. Toscano (2007). Diego Sandoval di Castro e Isabella di Morra, Rime. Roma, Salerno Editrice. ISBN 978-88-8402-558-6.
- (en) Musillo Mitchell, Irene (1998). Canzoniere: A Bilingual Edition. Bordighera. ISBN 978-18-8441-918-8.